# Ellen van Dijk
Eleonora „Ellen” van Dijk (ur. 11 lutego 1987 w Harmelen) – holenderska kolarka torowa i szosowa, mistrzyni świata w kolarstwie torowym i trzykrotna mistrzyni świata w kolarstwie szosowym.

## Kariera
Pierwszy sukces Eleonora van Dijk osiągnęła w 2004 roku, kiedy na mistrzostwach świata juniorów w kolarstwie szosowym w Weronie wywalczyła brązowy medal. Najlepsze wyniki osiągnęła jednak cztery lata później, kiedy na mistrzostwach świata w Manchesterze zdobyła złoty medal w scratchu. W tym samym roku została także mistrzynią świata do lat 23 w kolarstwie szosowym oraz dwukrotną mistrzynią świata do lat 23 w kolarstwie torowym. W 2010 roku wystąpiła na mistrzostwach świata w Kopenhadze, zajmując piąte miejsce w indywidualnym wyścigu na dochodzenie oraz drużynowym wyścigu na dochodzenie, a w wyścigu punktowym była ósma. W barwach zespołu Team Specialized–lululemon zdobyła złote medale w drużynowej jeździe na czas podczas mistrzostw świata w Valkenburgu (2012) i mistrzostw świata we Florencji (2013). Na szosowych MŚ w 2013 roku zwyciężyła także w indywidualnej jeździe na czas, wyprzedzając bezpośrednio reprezentującą Nową Zelandię Lindę Villumsen oraz Carmen Small z USA. Ponadto w sezonie 2013 zajęła trzecie miejsce w klasyfikacji generalnej Pucharu Świata w kolarstwie szosowym, ulegając jedynie swej rodaczce – Marianne Vos oraz Szwedce Emmie Johansson.

## Rankingi
| Rok            | 2006 | 2007 | 2008 | 2009 | 2010 | 2011 | 2012 | 2013 | 2014 | 2015 | 2016 | 2017 | 2018 | 2019 | 2020 | 2021 | 2022 | 2023 | 2024 |
| -------------- | ---- | ---- | ---- | ---- | ---- | ---- | ---- | ---- | ---- | ---- | ---- | ---- | ---- | ---- | ---- | ---- | ---- | ---- | ---- |
| Ranking UCI    | 99.  | 35.  | 79.  | 52.  | 23.  | 13.  | 19.  | 3.   | 12.  | 13.  | 10.  | 4.   | 8.   | 25.  | 10.  | 13.  | 20.  | -    | 68.  |
| Puchar Świata  | -    | -    | -    | -    | -    | -    | -    | 3.   | 7.   | -    |      |      |      |      |      |      |      |      |      |
| UCI World Tour |      |      |      |      |      |      |      |      |      |      | 34.  | 8.   | 10.  | 28.  | 14.  | 27.  | 50.  | -    | 60.  |
|                |      |      |      |      |      |      |      |      |      |      |      |      |      |      |      |      |      |      |      |
| Źródło: UCI    |      |      |      |      |      |      |      |      |      |      |      |      |      |      |      |      |      |      |      |